# Xantorodopsina
La xantorodopsina (XR) és una bomba de protons activada per la llum present a la membrana plasmàtica del bacteri Salinibacter ruber. Consisteix en una proteïna transmembrana que conté dos cromòfors: el retinal i la salinixantina. Té una longitud de 273 aminoàcids i la seva massa molecular és de 30.089Da. Aquesta bomba de protons és molt semblant a la bacteriorodopsina (BR) i la proteorodopsina (PR). No obstant això, aquestes tenen un sol cromòfor, el retinal, mentre que la xantorodopsina en té dos. La presència de la salinixantina fa que la proteïna tingui més capacitat per absorbir llum, i també és responsable del nom del bacteri "ruber", ja que té un color vermell. Quant al procés de transmissió d'energia, la salinixantina és el donador d'energia i el retinal és l'acceptor.

## Estructura
La xantorodopsina està formada per 7 hèlixs transmembrana i conté dos cromòfors: el retinal (una de les diverses formes de la vitamina A) i un carotenoide anomenat salinixantina, unit no covalentment, amb la funció d'antena recol·lectora de llum. Els dos cromòfors es troben en una relació molar d'aproximadament 1:1 i, per tant, la XR està determinada per un sol carotenoide donador d'energia (la
salinixantina), i un únic acceptor (retinal).
S'ha determinat l'estructura d'aquesta petita però complexa proteïna transmembranal d'eubacteris per difracció de raigs X, amb una resolució d'1,9 Å. Per tal de poder portar a terme la transferència d'energia amb la seva alta eficiència de 40-50%, hi ha ha d'haver una distància curta i una geometria favorable entre els dos cromòfors. La distància calculada de centre a centre és d'11 Å i l'angle dels moments de transició dels dos cromòfors és de 56°. La potent interacció entre els dos cromòfors es mostra amb la dependència de la conformació del carotenoide respecte la presència del retinal en la proteïna, així com amb els canvis espectrals del carotenoide durant les transformacions fotoquímiques del retinal. Inesperadament, l'estructura cristal·logràfica de la xantorodopsina revela, no només la ubicació de l'antena, sinó també notables diferències del retinal de les proteïnes archaeal, la bacteriorodopsina i l'archaerodopsina. Un exemple seria la presència d'un complex d'histidina-aspartat per a la regulació del pKa de l'acceptor de protons primari.
Per acabar, fent referència a dades qualitatives, s'ha observat que la rotació al voltant de l'eix llarg canvia el color del bacteri de vermell fosc a groc.

## Espectre d'absorció
L'espectre d'absorció de la xantorodopsina està compost per una banda ampla de longitud d'ona màxima corresponent a 560 nm, que coincideix amb la longitud d'ona que caldria esperar per l'absorció del cromòfor retinal. Això no obstant, en aquest espectre també s'observen bandes d'absorció a 521, 486 i 458 nm, que corresponen amb l'absorció esperada per part de la salinixantina. Per tant, encara que els dos cromòfors absorbeixin llum solar, l'energia de la radiació absorbida per la salinixantina és major que l'energia absorbida pel retinal. Aquest fet fa que sigui possible la transmissió d'energia de la salinixantina al retinal.

## Comparació amb altres rodopsines bacterianes

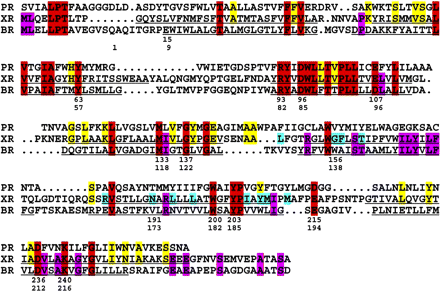
Comparació de les seqüències d'aminoàcids de la xantorodopsina i proteorodopsina.Color vermell: Aminoàcids comuns a XR, PR i BR. Lila: Aminoàcids comuns a XR i BR groc: Aminoàcids comuns a PR i XR. Blau: Aminoàcids involucrats en enllaços amb la salinixantina.

La seqüènica d'aminoàcids de la xantorodopsina presenta homologia amb la de la bacteriorodopsina (23%) i la de la proteorodopsina (19%). El retinal té una base de Schiff amb un pKa major a 12 tant a la xantorodopsina com a la bacteriorodopsina i la proteorodopsina. A la xantorodopsina, el contraió a la base de Schiff està format per Asp-96 i His-62 units amb un pont d'hidrogen. Aquest contraió és l'acceptor de protons primari i té un pKa de 6, més alt que el pKa del contraió de la bacteriorodopsina (2.6) però més baix que aquest de la proteorodopsina (7.5). El pKa del contraió del la xantorodopsina és més semblant al pKa del contraió de la proteorodopsina a causa de la similitud de la seqüència d'aminoàcids a la zona extracel·lular d'aquestes dues proteïnes.
Les bombes de protons archeobacterials, com la bacteriorodopsina, i les bombes eubacterials, com la xantorodopsina, tenen una xarxa formada per ponts d'hidrogen a la zona extracel·lular i a la zona citoplasmàtica. La xarxa extracel·lular de la bacteriorodopsina és una xarxa pentagonal que conté aigua i que s'estén des de a prop de la base de Schiff fins al complex d'alliberament de protons, a través d'unes molècules addicionals d'aigua. A la xantorodopsina, aquesta xarxa conté només una molècula d'aigua i és coordinada per la base de Schiff. Es creu que la xarxa és important pel procés de bombament de protons. El costat citoplasmàtic de les bombes de protons eubacterials és hidròfob, similar a la bacteriorodopsina. En el cas de la xantorodopsina aquest costat citoplasmàtic té només dues molècules d'aigua.

## Funcions

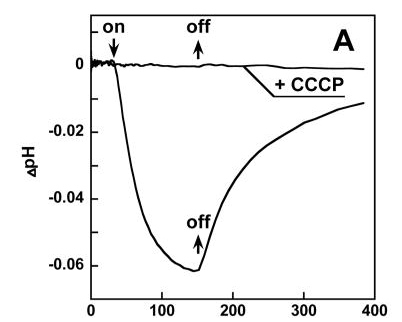
Les vesícules de membrana de Salinibacter ruber són il·luminades amb 500nm,es produeix el bombament de protons a través de la membrana i com a conseqüència s'observa que el pH varia durant el temps d'il·luminació anant des de “on” fins a “off”, temps durant el qual la xantorodopsina està activada.

La coloració del bacteri que conté xantorodopsina s'aconsegueix a través de l'acció dels dos cromòfors presents en la proteïna; carotenoide salinixantina i retinal, els quals actuen com a fotoreceptors. Aquests s'encarreguen de captar la llum solar, activar xantorodopsina i transformar la llum en energia. El carotenoide salinixantina serà el fotoreceptor amb més capacitat fotoreceptora, per tant serà el primer a captar la llum. En fer-ho, s'excitarà i transformarà la llum en energia tot transmetent-la al retinal mitjançant el sistema d'antena recol·lectora. Aquest últim receptor aprofitarà l'energia rebuda per transformar-la en fluorescència que és el que permetrà donar color al bacteri.
Una altra funció de la proteïna, considerada la més important, consisteix a bombar protons en contra de gradient des del medi intracel·lular al medi extracel·lular. Aquest és un procés endergònic, i utilitza la llum solar com a font d'energia. La llum és absorbida per la salinixantina, emetent aproximadament entre un 40-45% d'aquesta energia al retinal mitjançant l'antena recol·lectora. La gran eficàcia d'aquesta transferència energètica es deu a la proximitat entre els dos cromòfors. A més, l'angle que formen conjuntament és l'òptim, tant per la captura de llum solar com per a aquesta transferència. El retinal utilitzarà aquesta energia per a realitzar el transport de protons a través de la membrana. Com a conseqüència del bombament de protons, es produeix una acidificació del medi extracel·lular.
La sanilinxantina, el cromòfor de la xantorodopsina, realitza altres funcions com protegir la cèl·lula de possibles danys de la llum solar i estabilitzar la membrana del bacteri Salinibacter ruber. Aquestes dues funcions estan relacionades amb el fet que aquest carotenoide té la part de poliè i la part d'àcid gras de la seva estructura immerses a la membrana.